# Imelcana
Imelcana là một chi bướm đêm thuộc họ Tortricidae.

## Các loài
- Imelcana camelina Razowski & Wojtusiak, 2006